# Moj paren - angel
Moj paren - angel (russisk: Мой парень — ангел) er en russisk spillefilm fra 2011 af Vera Storozjeva.

## Medvirkende
- Artur Smoljaninov som Serafim
- Anna Starshenbaum som Aleksandr
- Sergej Puskepalis
- Nikita Jefremov
- Irina Khakamada